# Oskar Lafontaine
Oskar Lafontaine (Sarre, Alemanya, 16 de setembre de 1943) és un polític socialista alemany. Va ocupar el càrrec de ministre president de l'estat de Sarre des de 1985 fins a 1998, i va ser líder federal del Partit Socialdemòcrata (SPD) de 1995 a 1999. Va ser el candidat principal del SPD a les eleccions federals alemanyes de 1990, però va perdre. per un marge ampli. Va exercir com a ministre d'Hisenda sota el canceller Gerhard Schröder després de la victòria de l'SPD a les eleccions federals de 1998, però va renunciar al ministeri i al Bundestag menys de sis mesos després, posicionant-se com a opositor a les polítiques de Schröder.
Com a reacció a les reformes de l'Agenda 2010 de Schröder, Lafontaine es va incorporar al recent fundat Treball i Justícia Social - L'Alternativa Electoral. Després de la fusió amb el Partit del Socialisme Democràtic el juny de 2007, va esdevenir copresident de Die Linke. Va ser el candidat principal al Sarre del partit a les eleccions estatals del 2009, on va obtenir més del 20% dels vots. Va anunciar la seva renúncia a totes les funcions polítiques federals després de ser diagnosticat de càncer de pròstata el 2009. Va mantenir la seva posició de membre de la legislatura del Sarre i des del maig del 2012 va ser cap de l'oposició a Sarre.

## Família i educació
Lafontaine va néixer a Saarlouis en el si d'una família d'artesans. El seu pare, Hans Lafontaine, era un forner professional i va ser assassinat durant la Segona Guerra Mundial. Va passar la seva infància vivint amb la seva mare, Katharina Ferner, i el seu germà bessó, Hans, a Dillingen.
Va assistir a una institució episcopal catòlica a Prüm i es va formar al Regino-Gimnàs, una escola pública. Va abandonar l'escola el 1962 i va rebre una beca de Cusanuswerk, l'organisme de beques de l'església catòlica d'Alemanya, per estudiar física a les universitats de Bonn i Sarre. Lafontaine es va graduar el 1969: la seva tesi va tractar la producció de titanat de bari monocristal·lí. Va treballar a Versorgungs-und Verkehrsgesellschaft Saarbrücken fins al 1974, exercint de conseller des del 1971.
Lafontaine s'ha casat quatre vegades i té dos fills per les seves segones i terceres dones. Al novembre de 2011, Lafontaine va presentar oficialment a la seva politòloga Sahra Wagenknecht com la seva nova nòvia, de 42 anys. Des del 22 de desembre de 2014 estan casats. És un catòlic no practicant.

## Ascens polític
Lafontaine va guanyar protagonisme local com a alcalde de Saarbrücken i es va fer més conegut com a crític del suport del canceller Helmut Schmidt al pla de l'OTAN per desplegar míssils Pershing II a Alemanya. Del 1985 al 1998 va exercir de ministre-president del Sarre. En aquesta posició va lluitar per preservar la base industrial de l'estat, que es basava en la producció d'acer i la mineria de carbó amb subvencions, i va exercir de president del Bundesrat el 1992/93.

## Candidatura de canceller i intent d'assassinat
Lafontaine va ser candidat a canceller del SPD a les eleccions federals alemanyes de 1990. Va afrontar unes probabilitats d'elecció gairebé impossibles. Les eleccions havien estat convocades dos mesos després de la reunificació d'Alemanya, i el govern de Helmut Kohl estava en una posició gairebé inabastable.
Durant la campanya, una dona trastornada mentalment el va atacar amb un ganivet després d'un discurs a Colònia. Li va tallar l'artèria caròtida i va romandre en estat crític durant diversos dies

## Remuntada política
Al congrés del partit de Mannheim del 1995 va ser elegit president de l'SPD en un moviment sorprenent, en substitució de Rudolf Scharping. Va ser el principal responsable de portar tot el pes polític del Partit Socialdemòcrata d'Alemanya (SPD) contra Helmut Kohl i el seu partit Unió Demòcrata Cristiana d'Alemanya (CDU), rebutjant la cooperació bipartidista que havia caracteritzat la política alemanya durant molts anys. Lafontaine va argumentar que qualsevol ajuda donada a Kohl només allargaria la seva desaparició inevitable.
Després de la victòria inesperadament clara de l'SPD a les urnes el setembre de 1998, va ser nomenat ministre federal de Finances al primer govern de Gerhard Schröder.

## Ministre d'Hisenda
Durant el seu curt exercici com a ministre d'Hisenda, Lafontaine es va enfrontar amb l'euroescepticisme britànic. Això va ser perquè, entre altres coses, va demanar la ràpida harmonització fiscal de la Unió Europea, que hauria provocat un augment dels impostos al Regne Unit. El 1998, el tabloide anglès "The Sun" va anomenar Lafontaine "l'home més perillós d'Europa". L'11 de març de 1999, va dimitir de tots els seus càrrecs, al·legant que la "falta de cooperació" al gabinet s'havia tornat insuportable.

## Die Linke
El 24 de maig de 2005, Oskar Lafontaine va anunciar la seva dimissió de l'SPD. Després va participar en una aliança entre el successor del Partit Socialista Unificat d'Alemanya, el PDS i altres escindits del SPD reunits al WASG, amb el nom de Die Linke (L'Esquerra). El bon resultat d'aquesta formació durant les eleccions federals alemanyes de 2005 (el 8,7% dels vots emesos) els va permetre obtenir un grup parlamentari al Bundestag.
Des del 21 de setembre del 2005 va ser, amb Gregor Gysi, copresident del grup parlamentari al Bundestag. Va assumir la direcció de Die Linke al congrés el 16 de juny del 2007 al costat de Lothar Bisky. Després liderà la llista del partit a les eleccions regionals de 2009 a Sarre i restaren en tercer lloc amb el 21,3% dels vots, un augment de dinou punts, per darrere de la CDU de Peter Müller i l'SPD de Heiko Maas. Després va ocupar la presidència del grup parlamentari Die Linke al Landtag, on es va oposar a la coalició jamaicana dirigida per Müller, al costat dels socialdemòcrates.
Va ser reelegit diputat federal al Bundestag durant les eleccions federals del 27 de setembre de 2009, però va renunciar a copresidir el grup de diputats del seu partit.
Operat d'un càncer el novembre de 2009, va anunciar el 23 de gener que tenia intenció de retirar-se de la vida política federal renunciant al Bundestag i no sol·licitant la renovació del seu mandat com a cap de Die Linke al congrés previst el maig següent. Tot i això, especificà que participaria "en la mesura que la seva salut li permetés" a la campanya del 9 de maig de 2010 a Renània del Nord-Westfàlia.